# استان دریوش
استان دریوش (به فرانسوی: Province de Driouch) یک استان در مراکش است که در منطقه شرق واقع شده‌است. استان دریوش ۲٬۸۶۷ کیلومتر مربع مساحت و ۲۲۲٫۹۸۷ نفر جمعیت دارد.